# دشت آوارایر
دشت آوارایر (ارمنی: Ավարայրի Դաշտ)(به ارمنی به معنای آوار وحشت دشت) از دشت‌های ارمنستان است که این دشت امروزه در شمال غربی ایران و نزدیک روستای چورس در نزدیکی مرز نخجوان واقع شده است.این دشت محل نبرد آوارایر در سال ۴۵۱ میلادی است که در آن زمان دشت آوارایر بخشی از منطقه ارامنه واسپوراکان بود. 